# خبرگزاری مراکش
خبرگزاری مراکش (عربی: وكالة المغرب العربي للأنباء؛ انگلیسی: Maghreb Arab Press Agency) مشهور به (MAP)، خبرگزاری دولتی و رسمی مراکش است.
این خبرگزاری در سال  ۱۹۵۹ میلادی از سوی یک شرکت خصوصی به‌عنوان نخستین خبرگزاری در  مراکش که به عربی مغرب خوانده می شود، تأسیس شد. در سال ۱۹۷۵ سهام آن به دولت منتقل و نهایتا در ۱۹۷۷ زیر نظر دولت قرار گرفت 
این خبرگزاری نخستین خبر خود را در ۲۵ نوامبر ۱۹۵۹ میلادی به زبان فرانسه منتشر کرد. در اکتبر ۱۹۷۵ بخش انگلیسی خود را فعال کرد و در ۱۹۹۵ بخش زبان عربی را فعال کرد. 
خبرگزاری مراکش عضو اتحادیه خبرگزاری‌های کشورهای عرب (فانا) است.